# 大卡爾加河
大卡爾加河（烏克蘭語：Велика Калга），是烏克蘭的河流，位於該國南部赫爾松州，發源自比洛里齊克，流經海尼切斯克區，河道全長50公里，流域面積530平方公里。